# 강하나 (배우)
강하나(2000년~)는 대한민국의 여배우이다.
재일 한국인 4세로, 어머니는 재일동포 극단 ‘달오름’을 운영하는 배우 김민수이다. 2016년 영화 《귀향》에 어머니와 함께 출연하면서 연예계에 이름을 알렸다.

## 학력
- 히가시오사까조선초급학교
- 히가시오사까조선중급학교
- 오사까조선고급학교(大阪朝鮮高級学校)
- 한국 예술종합학교 연극원 연기과（졸업）

## 연기 활동

### 영화
| 연도 | 제목                         | 역할    | 비고   |
| ---- | ---------------------------- | ------- | ------ |
| 2016 | 《귀향》                     | 정민 역 | 데뷔작 |
| 2017 | 《귀향, 끝나지 않은 이야기》 | 정민 역 |        |

## 수상 및 후보
| 연도 | 시상식        | 부문       | 작품 | 결과 |
| ---- | ------------- | ---------- | ---- | ---- |
| 2016 | 제53회 대종상 | 신인여우상 | 귀향 | 후보 |